# Kloster Marienfließ (Prignitz)
Kloster Marienfließ ist eine ehemalige Zisterzienserinnen-Abtei in der nach dem Kloster benannten, 2001 gebildeten Gemeinde Marienfließ. Es war das älteste Nonnenkloster in der brandenburgischen Region Prignitz.
Die Stifterfamilie, die Edlen Herren Gans zu Putlitz, verfolgte mit der Gründung im Jahr 1231 das strategische Ziel, die Grenze zum nahen Mecklenburg zu sichern. Von der Klosteranlage erhalten blieb die einschiffige backsteinerne Klosterkirche aus dem 13. Jahrhundert, die heute inmitten einer parkartigen Anlage liegt. Die Evangelische Kirche nutzt das nach der Reformation in das evangelische Stift Marienfließ umgewandelte Areal heute als Alten- und Pflegewohnheim in der diakonischen Altenfürsorge.

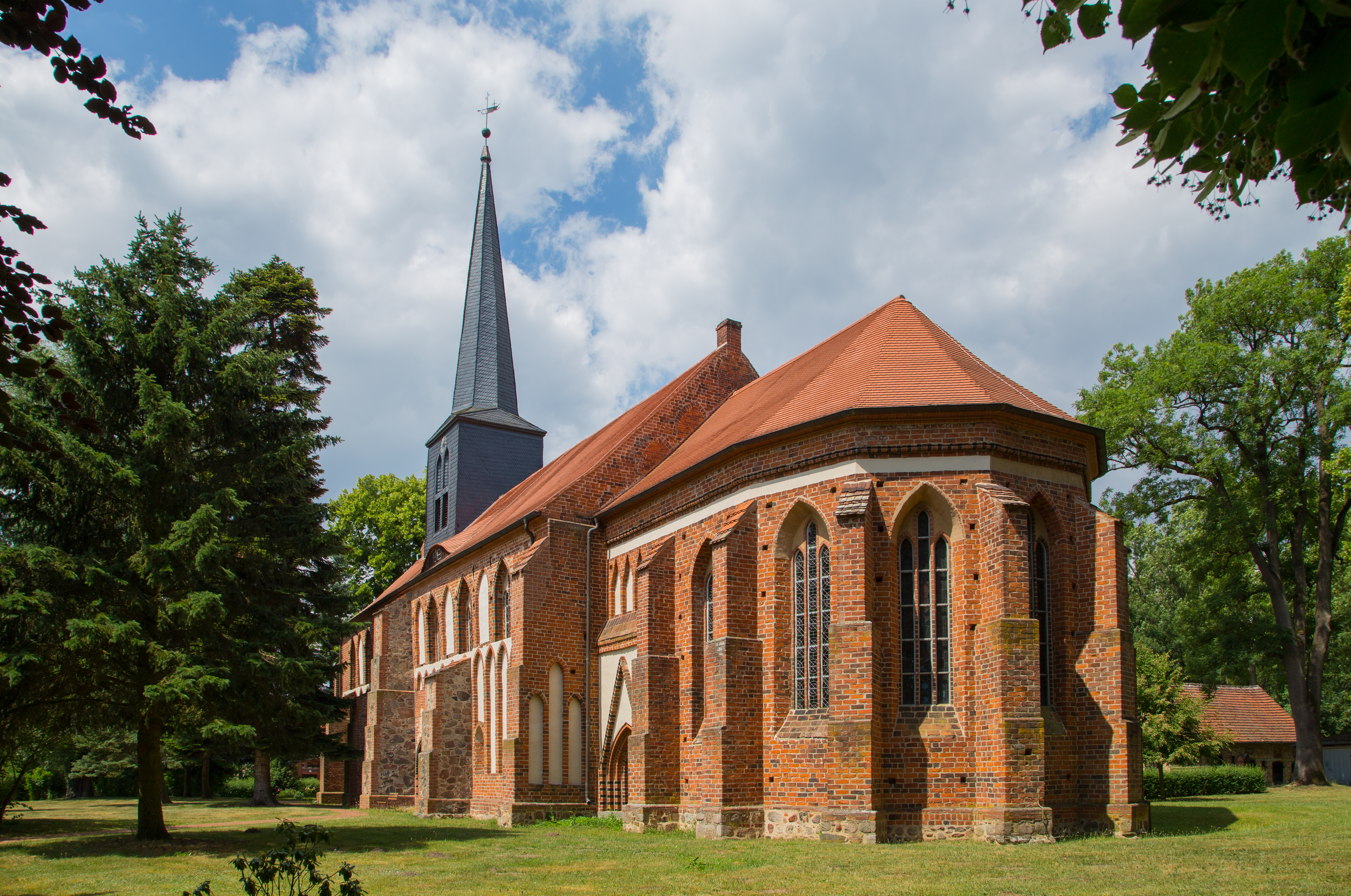
Von der ursprünglichen Klosteranlage ist heute nur noch die Klosterkirche vorhanden

## Lage und Naturraum
Das Kloster liegt im Ortsteil Stepenitz der Gemeinde Marienfließ rund 20 Kilometer nördlich von Pritzwalk und rund 6 Kilometer westlich von Meyenburg, oberhalb der Autobahnausfahrt Meyenburg auf ungefähr halber Strecke der A 24 Berlin – Hamburg. Direkt am Klosterpark fließt die Stepenitz vorbei, die zu den saubersten Flüssen in Deutschland zählt. Im Oberlauf am gleichnamigen Ort Stepenitz ist der Elbezufluss ein weitgehend unverbauter und naturnaher Bach, der sich hinter dem Park durch Wiesen und ausgedehnte Wälder mit kleineren Erlenbrüchen und auenwaldähnlichen Abschnitten windet. Zwei Gebiete der Gemarkung stehen unter besonderem Schutz: die Naturschutzgebiete Marienfließ und Quaßliner Moor (siehe Stepenitz).

## Geschichte

Johann Gans zu Putlitz, Büste ehemalige Siegesallee, Denkmalgruppe 3, Berlin – Dargestellt mit Modell der Klosterkirche und Stiftungsurkunde

### Stiftung und Stifter
Marienfließ war nach den Mönchsklöstern Zinna (1171), Lehnin (1180) und Dobrilugk (1165/1184) die vierte Klostergründung unter dem Namen der Zisterzienser im märkisch-lausitzschen Raum. Die Klosterstiftung erfolgte 1230 durch den Ritter und edlen Herren Johann Gans zu Putlitz als Familienkloster und fand am 12. August 1231 durch Bischof Wilhelm von Havelberg ihre Bestätigung. Johann Gans residierte auf einer Burg im rund 10 Kilometer südwestlich gelegenen Putlitz. Das noch heute bestehende Adelsgeschlecht Gans zu Putlitz gehörte insbesondere in den Jahrhunderten des Spätmittelalters zu den einflussreichsten Familien in der Prignitz.
In der ehemaligen Berliner Siegesallee erhielt Johann Gans von Putlitz eine Büste als Seitendenkmal zum Standbild des askanischen Markgrafen Otto II. (1184–1205). In der rechten Hand hält der Ritter ein Modell des Klosters, in der linken die Stiftungsurkunde. Die gesamte Dreiergruppe, zu der noch die Büste des Chronisten Heinrich von Antwerpen gehörte, war ein Werk des Bildhauers Joseph Uphues. Dabei unterlief Uphues in der Inschrift die falsche Angabe, das Wilsnacker Wunderblut sei im Kloster Marienfließ aufbewahrt worden – tatsächlich hatte diese Reliquie die Wilsnacker Wunderblutkirche nie verlassen. Auf die Marienfließer Reliquie hingegen geht der Legende nach die Klostergründung zurück.

### Gründungslegende

Urkunde über die Blutreliquie Otto IV.

Nach der Legende erhielt Kaiser Otto IV. auf einer Pilgerreise in Palästina von einem Sultan eine Blutreliquie, die angeblich einige Tropfen des Blutes enthielt, das Christus am Kreuz vergossen hatte. Zurück in Deutschland versteckte Otto IV. die Reliquie zeitlebens. Nach des Kaisers Tod gab sie ein Eingeweihter an Johann Gans weiter, der mit dem Stift einen angemessenen Aufbewahrungsort für das Kleinod schaffen wollte und es den Nonnen anvertraute. 1369 fand die Reliquie eine erste urkundliche Erwähnung. Vor der Nische im Chorraum, in der sie aufbewahrt war, brannte ein ewiges Licht.

Zisterzienserin Mechthild von Magdeburg (1207–1282)

Bergstedt und Geiseler vermuten in ihrer Arbeit zum Kloster Marienfließ, dass die Legende gegen Ende des 13. Jahrhunderts in Umlauf gebracht wurde, um der einsetzenden und konkurrierenden Wallfahrt zum 1287 in der Nähe gegründeten Kloster Stift zum Heiligengrabe (westlich von Wittstock) zu begegnen. Der erhoffte Erfolg blieb jedoch aus, Marienfließ wurde nicht zu einem vielbesuchten Wallfahrtsort wie Heiligengrabe oder auch Wilsnack. Ein neuer Versuch im 15. Jahrhundert, mit einem wundertätigen Marienbild auf sich aufmerksam zu machen, scheiterte ebenso.

### Gründe für ein Nonnenkloster

Die Ursulinerin Angela Merici (1474–1540)

Ein Grund dafür, dass Johann Gans zu Putlitz ein Frauenkloster gründete und nicht ein Mönchskloster, liegt in der Ansiedlungspolitik der Zisterzienser. Der Orden errichtete seine Filiationen zu dieser Zeit eher in unbesiedelten und oft auch unzugänglichen Sumpfgebieten, um seiner asketischen Lebensregel Genüge zu tun und den Landesausbau der jungen Mark Brandenburg wirtschaftlich und missionierend zu unterstützen (vgl. Kloster Lehnin). Männerklöster gingen daher überwiegend auf Stiftungen der Landesherren und auf Filiationen zurück, während Nonnenklöster fast ausschließlich von örtlichen Adelsgeschlechtern in bereits besiedelten Gebieten gegründet wurden. Daneben bot ein Nonnenkloster die Möglichkeit, für die adligen, nicht zu verheiratenden Damen der Region eine angemessene Stätte der Ausbildung und Unterbringung bereitzustellen, die hier zudem vor Überfällen aus dem nahen Mecklenburg weitgehend geschützt waren, denn Klostergelände blieben in der Regel von kriegerischen Auseinandersetzungen verschont.
Durch diese Tabuisierung des Klostergeländes konnte ein Nonnenkloster zur Grenzsicherung dienen. Wie die politische Situation in der Prignitz des 13. Jahrhunderts zeigt, bestand in der Festigung der Grenze der eigentliche Anlass für die Klostergründung.

Karte Zisterzienserklöster in Brandenburg

### Politischer Hintergrund der Stiftung

#### Situation in der Prignitz im 13. Jahrhundert
Johann Gans zu Putlitz hatte sich zum Ende des 12. Jahrhunderts eng dem Enkel von Albrecht dem Bären, dem Markgrafen Otto II., verbunden und damit den Schutz seiner Gebiete gegen den mecklenburgischen Einflussbereich gesichert. Unter Ottos Bruder und Nachfolger Albrecht II. (1205–1220) trat ein radikaler Politikwechsel ein. Der neue Brandenburgische Markgraf verbündete sich mit dem Grafen Heinrich von Schwerin, einem Erzfeind von Johann Gans zu Putlitz, der sich wahrscheinlich aus diesem Grund gezwungen sah, zur territorialen Sicherung Anschluss auf der dänischen Seite zu suchen.
Diese Liaison zahlte sich aus. Beispielsweise antwortete der dänische König auf die Vertreibung von Johann Gans aus der mecklenburgischen Burg Grabow (südöstlich von Ludwigslust) im Jahr 1208 umgehend mit einem Vergeltungsschlag gegen die Mecklenburger. Zwar verlor Gans zu Putlitz das Land Grabow letztlich an die Schweriner Grafen und die Länder Pritzwalk und Lenzen an den Landesherrn Markgraf Albrecht den II., dafür konnte er die Herrschaft im Kerngebiet Putlitz unter der Lehnshoheit des Havelberger Bischofs sichern. Auch der Familienbesitz Perleberg und Wittenberge blieb vorerst bewahrt.
Die Schlacht bei Bornhöved am 27. Juli 1227 beendete die dänische Vorherrschaft in Norddeutschland und Johannes Gans sah die Ländereien in der Prignitz erneut von der Schweriner Seite bedroht. Hinzu kam, dass der Graf von Schwerin im Oktober 1230 einen Bündnisvertrag mit den mecklenburgischen Fürstentümern schloss, die direkt an die Gebiete derer von Gans in der Prignitz grenzten.

#### Klostergründung als Grenzsicherung
Der bedrohlichen Lage begegnete Johannes Gans mit einer erneuten Anlehnung an die Brandenburger Markgrafen und den Bischof von Havelberg. Die neuen Verbündeten verfügten mit der Burg Meyenburg über einen Vorposten im Nordosten der Prignitz, der die Nordgrenze decken konnte. Durch das weitgespannte gegnerische Bündnis erschien diese Burg alleine allerdings zu schwach, um die gesamte Nordflanke gegen die norddeutsche Übermacht wirksam zu schützen.

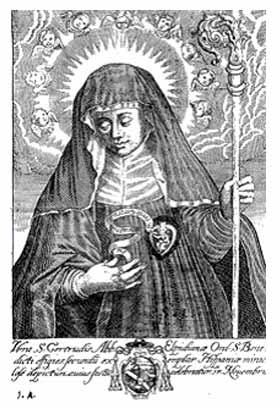
Zisterzienserin Gertrud von Helfta (1256–1302)

Mit der Gründung des Nonnenklosters einige Kilometer westlich der Burg Meyenburg gelang Johann Gans ein geschickter politischer Schachzug zur Grenzsicherung, denn kriegerische Auseinandersetzungen in Klostergebieten waren in dieser Zeit weitgehend tabuisiert. Deshalb war ein Frauenkloster geeignet, die Grenzsicherung der Meyenburg zu ergänzen. Nach der Darstellung von Clemens Bergstedt und Udo Geiseler kann die Klostergründung Marienfließ damit als unmittelbare Reaktion auf den Vertrag vom Oktober 1230 verstanden werden.

### Verhältnis zum Zisterzienserorden
Die religiöse Frauenbewegung des 13. Jahrhunderts fand in der strengen Abgeschiedenheit der Zisterzienserinnenklöster einen idealen Raum. Die stark affektiv geprägte Frömmigkeit der Zeit ermutigte die Frauen, sich in Leben und Leiden Christi einzufühlen. Die Zisterzienserinnen Mechthild von Magdeburg und Gertrud von Helfta aus dem Kloster Helfta zählen zu den berühmtesten Mystikerinnen ihrer Zeit. Die kulturell und wirtschaftlich erfolgreiche sowie aus religiöser Sicht vorbildliche Lebensweise der Mönche führte zu verschiedenen Gründungen von Frauenklöstern, die allerdings in der Regel keine Aufnahme in den Orden fanden. Marienfließ blieb vom Orden weitgehend isoliert, auch wenn der Orden seit 1228 die Aufnahme von Frauenklöstern prinzipiell ermöglichte.
Die geschichtliche Forschung bietet für die Gründe kein einheitliches Bild. Nach Bergstedt und Geiseler wurde den Frauenkonventen in der Mehrzahl eine Aufnahme in den Orden verweigert. Dies widerspricht der Öffnung des Ordens für Frauenklöster im Jahr 1228. Wahrscheinlicher ist daher, dass die Gründerfamilie Gans zu Putlitz die Unabhängigkeit ihres Familienklosters bewahren und es nicht der starken Kontrolle des Ordens überstellen wollte.

### Klosterleben und Wirtschaft

#### Ora et labora
Über die innere Verfassung des Klosters und das Klosterleben sind sehr wenig Quellen überliefert, so dass sich nur ein bruchstückhaftes Bild ergibt. Die weltliche Verwaltung der Klosterangelegenheiten lag in den Händen eines Propstes, während dem Konvent die Äbtissin vorstand, die zur Unterstützung die Priorin an ihrer Seite hatte. Im Jahr 1256 erwähnt ein Dokument eine scholastica, eine Schule also. Gesichert ist auch, dass es für Kassenangelegenheiten eine Kämmerin gab.
Abgesehen von Tätigkeiten wie der Missionierung und dem Kirchenbau in zu erschließenden Gebieten richteten die Nonnen ihren Tagesablauf ansonsten eng nach dem Vorbild der Mönche aus. Mit einer strengen, asketischen Lebensweise folgten auch die Nonnen der Charta Caritatis, mit der die Zisterzienser die ursprüngliche Strenge und die Regel „ora et labora“ des Benediktinerordens, von dem sie sich 1098 getrennt hatten, wiederherstellen wollten. Unter dem Einfluss von Bernhard von Clairvaux prägten einfache Kleidung, bescheidene Ernährung mit Gemüse ohne jedes Fleisch und strohgedeckte Betten ohne Polster die Lebensweise in den Zisterzienserklöstern.

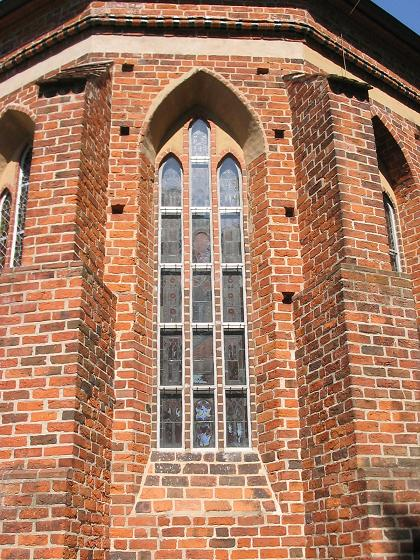
Fenster der Klosterkirche

Der Tagesablauf in Marienfließ war von der Arbeit bestimmt, unterbrochen durch sieben Gebetszeiten und zwei Messen. Messen und Gebete galten oft der Gründerfamilie und weiteren adligen Gönnern des Klosters, was im Selbstverständnis des Adels zu dieser Zeit eine große Bedeutung hatte.
In der ersten Klosterzeit enthalten die Klosterurkunden Namen der Töchter aus den bedeutendsten Prignitzer Adelshäusern. Nach einer politischen Entspannung in der zweiten Hälfte des 12. Jahrhunderts fanden zunehmend auch Töchter des Mecklenburger Territorialadels Aufnahme in den Konvent. Bürgerliche Namen finden sich in der gesamten Klosterzeit kaum.

#### Grundbesitz
Zu der Gründungsausstattung durch Johannes Gans in Form von 60 Hufen Land kamen im Laufe der Zeit verschiedene Schenkungen hinzu, auch die Grafen von Schwerin bedachten das Kloster mit Zuwendungen. Die Hintergründe der größten Schenkung durch die mecklenburgischen Fürsten von Werle bei Ludwigslust aus dem Jahr 1274 konnten noch nicht ausreichend geklärt werden. Diese Schenkung bestand aus 5 Dörfern, 2 Mühlen und 44 Hufen Land.
Das Kloster erweiterte seinen Besitz durch eigene Zukäufe in der Prignitz und auch in Mecklenburg. Die harte Arbeit in der Landwirtschaft und das ausgedehnte Eigentum brachte den Nonnen über Renten- und Zinszahlungen erheblichen Reichtum und Wohlstand. So konnte das Kloster beispielsweise im Jahr 1404 für die Auslösung des gefangenen Kaspar Gans zu Putlitz vom Mecklenburger Herzog 65 Mark lübeckischer Pfennige vorstrecken.
Der Landbesitz des Klosters war in seiner Blütezeit im 15./16. Jahrhundert grenzüberschreitend und umfasste neben den Brandenburgischen und Mecklenburgischen Dörfern auch Streubesitz in Lüneburg im damaligen Herzogtum Braunschweig-Lüneburg, der dem Kloster beispielsweise im Jahr 1445 eine Rente in Höhe von 48 Gulden einbrachte. Insgesamt besaßen die Zisterzienserinnen neben verschiedenen Mühlen 21 Dörfer beziehungsweise Teile dieser Dörfer, von denen vier wüst fielen. Das Kerngebiet lag zwischen den Orten Lübz, dem heutigen Plau am See, Meyenburg und Putlitz.
Sporadische Übergriffe einiger Fürsten und Grafen insbesondere aus dem Mecklenburger Raum mit dem Ziel, sich den Klosterbesitz anzueignen, blieben erfolglos.

### Reformation und Säkularisation

#### Innerer Widerstand
Mit der Reformation erfolgte 1544 die Umwandlung des Klosters in ein evangelisches Damenstift. Viele Klosterbesitzungen, vor allem in Mecklenburg, gingen verloren.

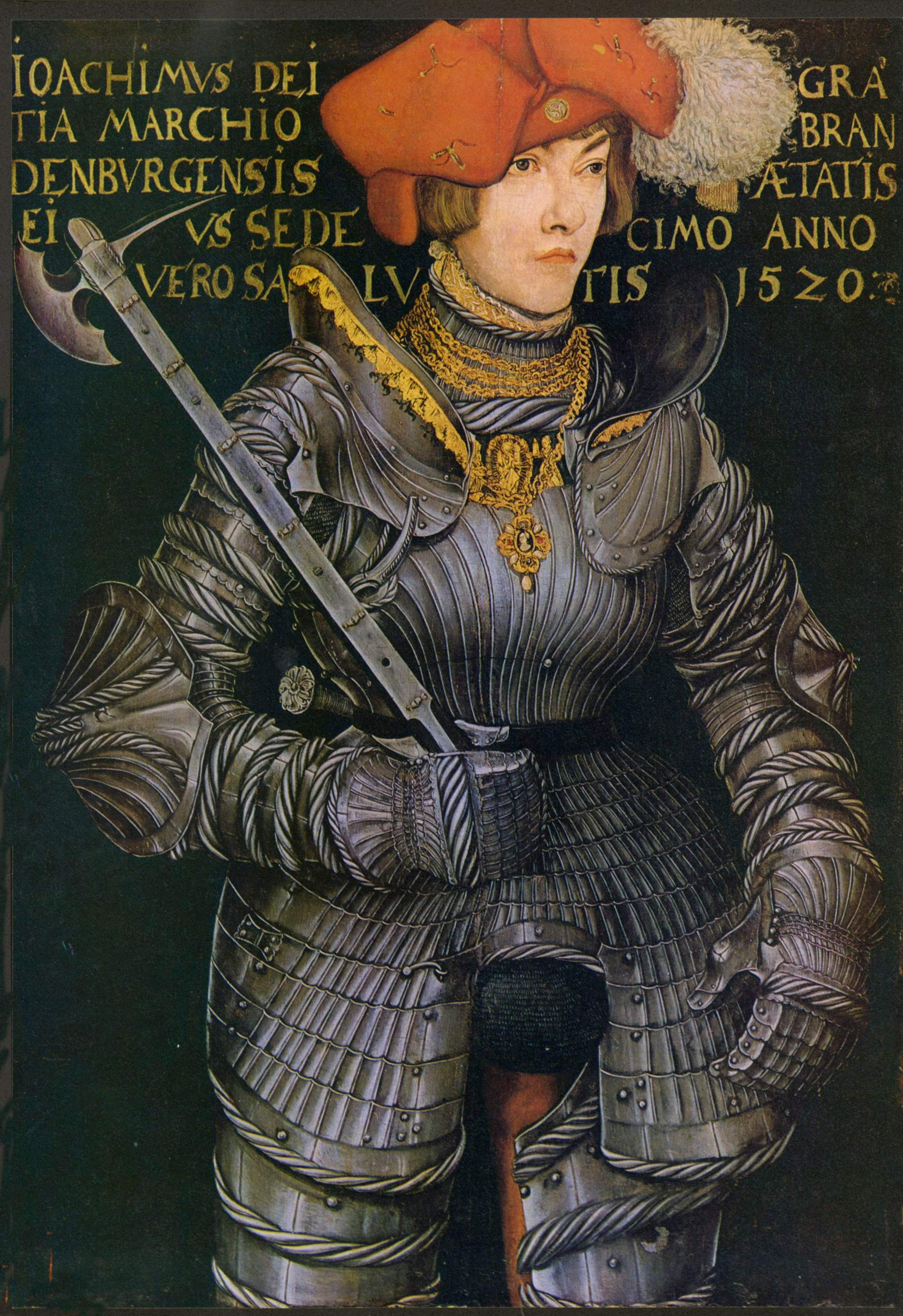
Joachim II. als Kurprinz, Porträt von Lucas Cranach d. Ä.

Kurfürst Joachim II. gewann seit 1540 ein zunehmend offenes Ohr für Luthers Interpretation des Evangeliums, zu der er sich 1555 offiziell bekannte. Lehnsrechtlich unterstand Marienfließ dem Havelberger Bischof, der zu den entschiedensten Gegnern der Reformation zählte, die Reformation gleichwohl nicht verhindern konnte. Allerdings dauerte die Berufung eines lutherischen Pfarrers nach Marienfließ bis 1544, während in den meisten Zisterzienserklöstern die protestantischen Visitatoren der kurfürstlichen Kommission Joachims II. bereits zu Beginn der 1540er Jahre für die Neuordnung sorgten. Die Visitationsprotokolle geben keine Auskunft, wann Marienfließ aufgesucht wurde. Der Kirchenliederdichter Daniel Rumpius (1549–1600) wird als einer der ersten evangelischen Stiftsgeistlichen erwähnt.
Die Marienfließer Nonnen selbst übten noch für einen geraumen Zeitraum eine Art inneren Widerstand gegen die Entwicklungen der neuen Zeit aus. Zwar war der Widerstand in Marienfließ nicht so intensiv wie im Kloster Stift zum Heiligengrabe, deren Nonnen unter der resoluten Führung der Äbtissin Anna von Quitzow aus dem alten Adels- und (angeblichen) Raubrittergeschlecht derer von Quitzow bis 1544 mehrere Versuche, das Ostprignitzer Kloster zu stürmen, gewaltsam verhinderten. Aber 1678, nach dem Dreißigjährigen Krieg (1618–1648), hatten die Marienfließer Stiftsdamen einige bereits abgeschaffte lateinische Gesänge wieder eingeführt … und sich von aus Mecklenburg gerufenen Predigern die Sakramente auf die von Ihnen gewünschte Art verabreichen lassen. Der „edle Herr“ zu Putlitz dieser Zeit, Hans Albrecht Gans zu Putlitz, ersuchte daraufhin das Konsistorium, „dieses strafbaren attentati gebührlich anzusehen“.

#### Aufgabe der Selbstvertretung
Nach der Säkularisation verpfändete Kurfürst Joachim II. das Kloster 1550 sehr wahrscheinlich an die edlen Herren von Putlitz, jedenfalls löste er das Pfand nie ein, sodass der Prignitzer Adel Marienfließ als Stift erhalten konnte, in dem die Töchter der Herrschaften weiterhin Ausbildung und Unterkunft fanden. Mehrere Stiftsdamen widmeten sich in der Folgezeit der Versorgung und Fürsorge für Kranke und Wöchnerinnen in den benachbarten Dörfern.
Während der mecklenburgische Grundbesitz für das Kloster verloren war, konnten die Stiftsdamen die Putlitzer Besitzungen zum Teil bewahren, indem sie 1552 mit den Herren zu Putlitz einen Kompromiss aushandelten. Sie behielten einige Rechte an den Klosterdörfern, verzichteten dafür auf ihr Selbstvertretungsrecht und erkannten die Herren zu Putlitz als ihre Obrigkeit an. Während die resoluten Damen aus Heiligengrabe sich auf den Landtagen weiterhin selbst vertraten, nahmen nunmehr die Herren zu Putlitz die Stiftsangelegenheiten von Marienfließ wahr, die anstelle des Propstes einen Verweser bestellten. Die innere Leitung übernahm die Priorin, die reich dotierte Stelle der Äbtissin entfiel.

### Dreißigjähriger Krieg und Folgen
Im Dreißigjährigen Krieg zwischen 1618 und 1648 kam es mehrfach zu Plünderungen der Anlage und zu Bränden. Die Verwüstungen führten zu einer vollständigen Zerstörung der Klosteranlage, die sich nördlich an die Kirche anschloss. Allein die Klosterkirche blieb erhalten. Die Stiftsdamen verließen das ehemalige Kloster und suchten Zuflucht bei ihren Familien. Erst nach 1650 kehrten sie allmählich zurück, um mit dem Wiederaufbau zu beginnen, der aufgrund bescheidener finanzieller Mittel eine lange Zeit in Anspruch nahm. Bis zum Anfang des 18. Jahrhunderts bestand der Konvent lediglich aus 6 Personen.

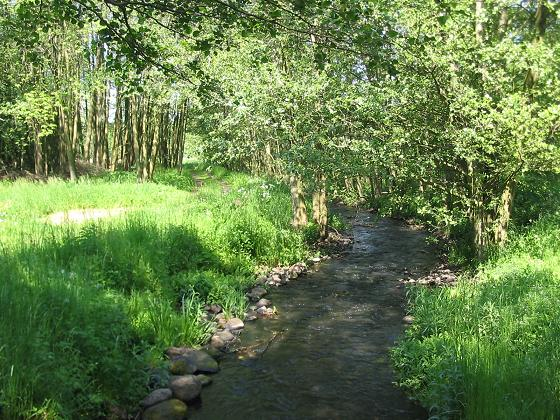
Stepenitz am Klosterpark

Trotz des Vertrages von 1552 zwischen Kloster und der Familie zu Putlitz kam es immer wieder zu Streitigkeiten zwischen den Parteien. Im Jahr 1679 beispielsweise konnte keine Einigung über die Neubesetzung der Pfarrstelle erzielt werden mit der Folge, dass in diesem Jahr so lange keine Gottesdienste stattfanden, bis das Berliner Konsistorium eine dritte Person zum Pfarrer bestimmte. Auch hinsichtlich der Besetzung freier Stellen im Stift kam es zu unterschiedlichen Auslegungen der Patronatsrechte. Das jahrhundertealte Vorrecht der Patrone, Aufnahme in den Gebeten zu finden, verweigerten die Stiftsdamen. Auch in Wirtschaftsfragen kam es zu Unstimmigkeiten, beispielsweise bei der Regelung von Diensten oder der Auslegung von Holz- und Weiderechten. Erst 1783 fanden beide Seiten mit neuen Statuten zu einer tragfähigen Regelung.

### Kampf um den Ordensstern
Die Folgen der Aufklärung führten im Reichsdeputationshauptschluss der letzten Sitzung des Immerwährenden Reichstags am 25. Februar 1803 zur Aufhebung der Stiftungen in den alten Landesgebieten. Allerdings setzte der bei Reformen in der Regel zurückhaltende König Friedrich Wilhelm III. den Beschluss in Preußen nicht um, so dass Marienfließ als Stift bestehen blieb.
Sein ältester Sohn und Nachfolger, König Friedrich Wilhelm IV. gewährte dem Stift Marienfließ zwei Jahre vor der Märzrevolution von 1848 einen Ordensstern, um den die Damen fast 100 Jahre gekämpft hatten. Der laut Volksmund dicke Lüderjahn Friedrich Wilhelm II. hatte bereits 1742 dem benachbarten und immer wieder konkurrierendem Stift Heiligengrabe einen Stiftsorden zugestanden und dessen 1. Dame Juliane Henriette von Winterfeldt den Titel Äbtissin verliehen. Henriette von Winterfeldt war eine Schwester von Friedrich Wilhelms Generaladjutanten. Ohne Wissen ihrer Vorsteherin wandten sich daraufhin 1758 drei junge Konventualinnen an Friedrich II. mit der Bitte, auch ihrem Stift den Stern zu verleihen. Der Wunsch dieser drei Damen soll ein Stück weit von Eitelkeit getragen gewesen sein. Denn in den mit den Putlitzens ausgehandelten Statuten war festgeschrieben, dass keine Seide mehr getragen werden durfte und eine schlichte einheitliche schwarze Tracht festgeschrieben. Die drei Bittstellerinnen sollen sich von dem Ordensstern ein kleines Schmuckstück auf ihrem dunklen Gewand versprochen haben. Friedrich kam dem Gesuch nicht nach.
Die Stein- und Hardenbergischen Reformen zu Beginn des 19. Jahrhunderts mit der Neuregelung der traditionellen feudalen Lastensysteme haben sehr wahrscheinlich erhebliche Auswirkungen auf das Versorgungssystem auch in Marienfließ gehabt, das noch zu diesem Zeitpunkt zu einem großen Teil von Naturalleistungen geprägt war. Mangels geschichtlicher Untersuchungen liegen verlässliche Daten hierzu und zu den Umwälzungen nicht vor. Ausgang des 19. Jahrhunderts benennt das Generaladressbuch der Rittergutsbesitzer für das Stift eine landwirtschaftliche Fläche von 853 ha, davon 343 ha Wald. Das Ehrenpatronat führt Herr Gans zu Putlitz-Wolfshagen, Erb-Marschall der Kurmark, Domina ist Concordia von Tresckow.

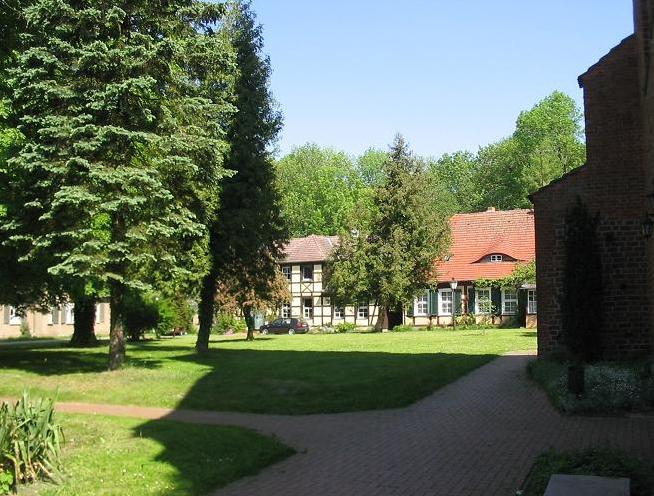
Klosterpark mit Stiftsgebäuden

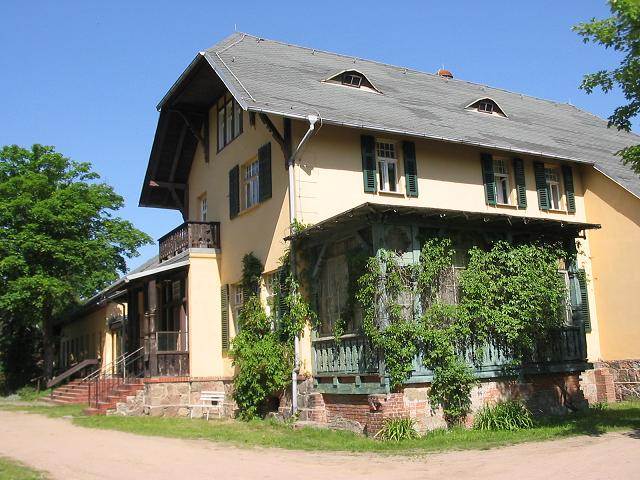
Speisesaal des Stifts

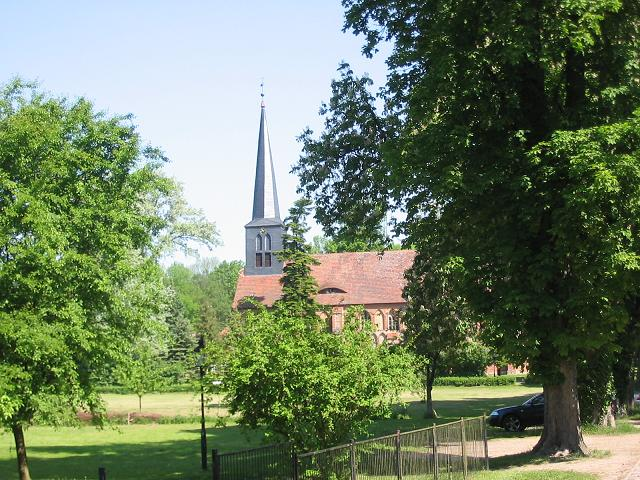
Park und Klosterkirche

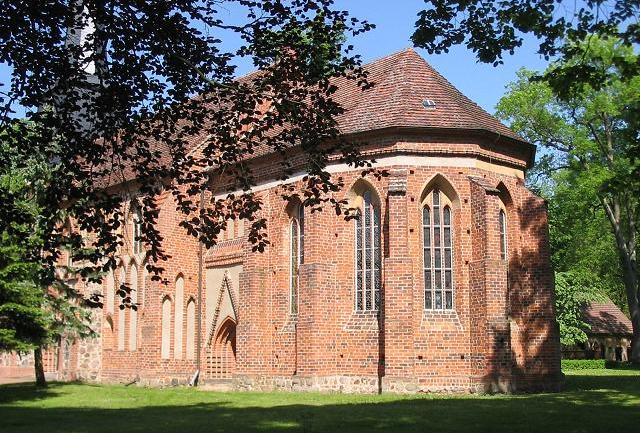
Klosterkirche

Im Jahr 1928 erfolgte die Eingemeindung des Stiftes in das Dorf Stepenitz. Zu diesem Zeitpunkt war der Diplomat z. D., Offizier und Landwirt Chlodwig Freiherr von Jena-Nettelbeck zum Stifthauptmann von Kloster Marienfließ bestimmt. Er lebte nach 1930 mit seiner Familie in Berlin. Fast zeitgleich ist Marienfließ weiterhin mit dem Status eines Rittergutes versehen, das Fräuleinstift als Eigentümerin ausgewiesen, Pächter der Landrat a. D. von der Schulenburg. Diese Besitzgröße umfasst 954 ha Land.

## Gebäude

### Klosteranlage
Von den Gebäuden der Klosteranlage blieb nach dem Dreißigjährigen Krieg lediglich die Kirche erhalten. Unterlagen über die Gestalt der Anlage sind nicht überliefert, allerdings legen Baubefunde an der Kirche und Vergleiche mit anderen Nonnenklöstern nahe, dass der Kreuzgang an der Kirchenwestseite lag. Da dieser durch ein heute noch sichtbares vermauertes Portal im westlichen Nordjoch zur Nonnenempore führte, haben sich das Konventsgebäude mit dem Dormitorium wahrscheinlich am Westflügel des Kreuzgangs angeschlossen. Denn die Klöster waren in der Regel so gebaut, dass sich insbesondere für die morgendlichen Gebete ein direkter Zugang vom Dormitorium zur Empore ergab. Die Klausur befand sich an der Nordseite, wie die Hochfenster der Kirche auf dieser Seite vermuten lassen. Am Lauf der Stepenitz pflegten die Nonnen einen Klostergarten.
Nach ihrer Rückkehr in den 1650er Jahren auf das kriegszerstörte Klostergelände verwandten die Damen die restlichen Ruinen als Baumaterial zur Errichtung neuzeitlicher Stiftsgebäude und richteten sich freundliche Häuser ein.

### Klosterkirche

#### Kirchengebäude
Die Klosterkirche ist ein einschiffiger frühgotischer Backsteinbau mit Teilen aus dem für die Prignitz typischen Mischmauerwerk aus Backstein und Feldstein, ergänzt von zwei Portalen mit zweifarbig lasierten Backsteinen. Reizvoll wirkt die Südseite des aus dem 13. Jahrhundert stammenden Langhauses im Wechsel vom Backsteinrot zum Weiß der Spitzbogenblenden der doppelten, übereinanderliegenden Fensterreihen, genannt Ober- und Untergaden. Durch die Obergaden fiel das Licht direkt auf die ehemalige hölzerne Nonnenempore. Im oberen Teil wechseln sich Spitzbogenblenden mit dreigeteilten Spitzbogenfenstern ab, während der Untergarden gereihte hohe Spitzbogenblenden mit Lanzettfenstern enthält.
Überliefert sind einige Angaben in der Kirchenrechnung zur Instandsetzung der Kirche nach dem Dreißigjährigen Krieg. Danach erhielt ein Zimmermeister 10 Taler für den Neubau des Glockenturms, ein Tischler reparierte die zerbrochene Eichentür, ein Glaser setzte neue Fenster ein und ein Maurer besserte Schäden an der Fassade und am Dach aus. Der Glockenturm aus dieser Zeit ist nicht mehr vorhanden. Der heutige quadratische Dachreiter über der zum Teil veränderten Westseite stammt aus dem Jahr 1829. Auch die Stützpfeiler gehen auf das Jahr 1829 zurück und gehören nicht zur ursprünglichen Bausubstanz.

#### Innenausstattung
Die Einrichtung der Kirche ist einheitlich neugotisch und stammt aus der Zeit um 1900, zu der der königliche Baurat Walther das Gebäude ausgestattet und ausgemalt hat. Die Orgel von 1868 stammt aus der Werkstatt Heerwagen. Aus der mittelalterlichen Zeit hat sich kein Interieur erhalten. Lediglich einige Glasmalereien im Chorraum und zwei Gemälde vom ehemaligen Altaranbau mit den Titeln Das Heilige Abendmahl von 1701 und Christus am Kreuz mit Maria und Johannes von 1784 überdauerten bis zur heutigen Zeit. Aus der Klosterzeit liegen gesicherte Informationen lediglich über die erwähnte Nonnenempore und die Nische zur Aufbewahrung der Blutreliquie hinter einem ewigen Licht vor.

## Das heutige Stift Marienfließ
Konflikte mit Mecklenburg, die Zeit der Raubritter, die Säkularisation, der Dreißigjährige Krieg, die Märzrevolution und zwei Weltkriege hatten nicht zum Verlust des Grundbesitzes geführt – erst mit der Bodenreform der DDR Ende der 1940er Jahre verlor das Stift den gesamten Forst- und Landbesitz. Allerdings blieb es als kirchliche Einrichtung unter der Obhut des Stiftskapitels und der Leitung einer Oberin bestehen, während es zur Ausweisung der Gründerfamilie Gans zu Putlitz aus ihrem Schloss Wolfshagen kam, das anschließend von der Roten Armee geplündert wurde. In diese Zeit fällt die Umwandlung des ehemaligen Nonnenstifts in ein Stift für alte und pflegebedürftige Menschen.
In den 1950er Jahren nahmen überwiegend kirchliche Mitarbeiter in Marienfließ ihren Ruhestandssitz, wie z. B. die erste Pfarrerin Brandenburgs und Schriftstellerin Eva Hoffmann-Aleith. Seit 1980 gehört die Bewirtschaftung zur St. Elisabeth-Stiftung Berlin, die im Bereich der diakonischen Altenfürsorge tätig ist und heute zur Evangelischen Kirche in Berlin-Brandenburg-schlesische Oberlausitz gehört.

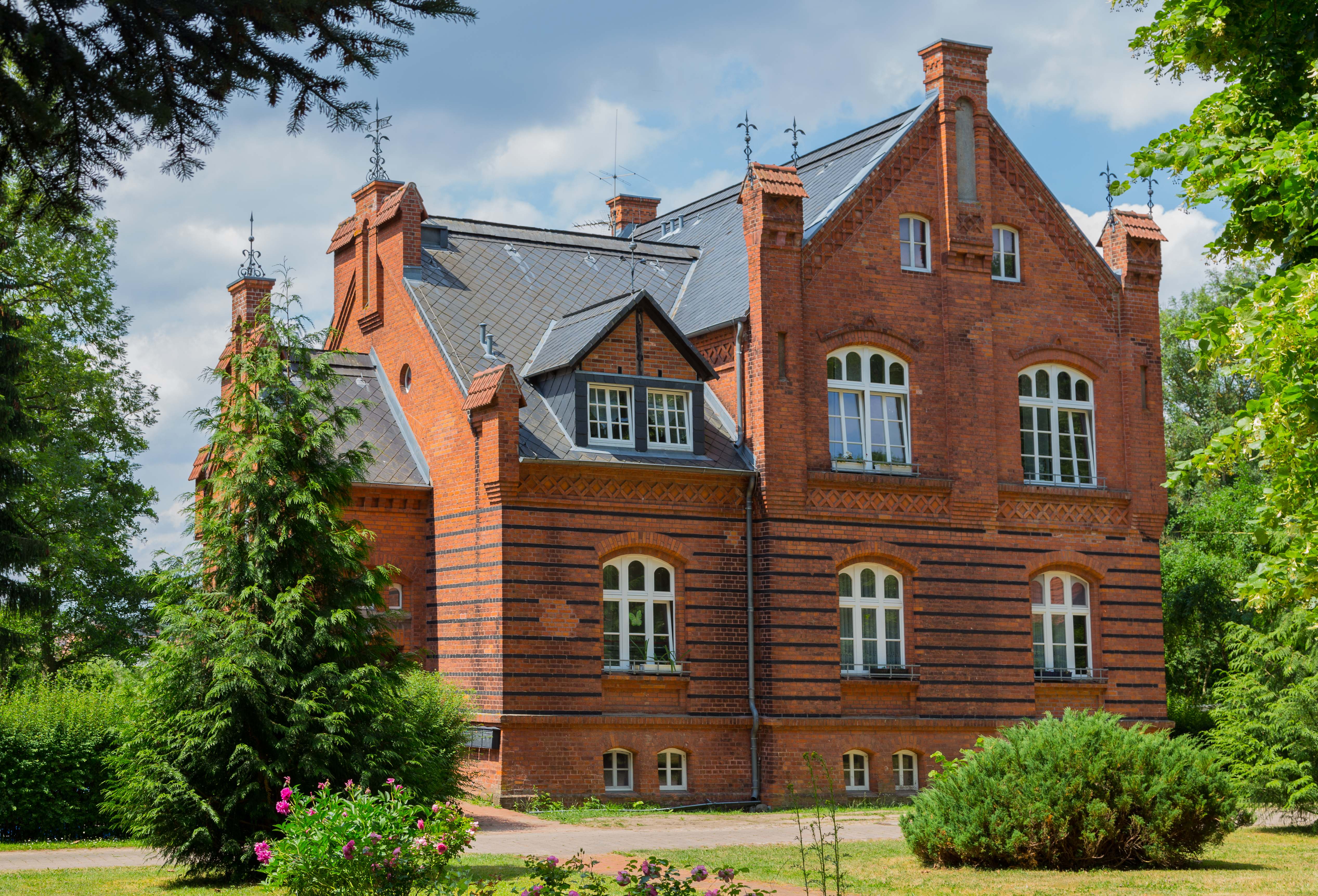
Eines der denkmalgeschützten Stiftsgebäude

Das Bauensemble ist geprägt von einem Nebeneinander moderner und renovierter altehrwürdiger Stiftsgebäude. Die Gebäude liegen verstreut im ausgedehnten Park, in dem unter anderem zwei ausladende uralte Rotbuchen Schatten spenden. Der Park und auch der Weg zur Stepenitz hinter dem Stiftsgelände stehen Besuchern offen. Seit 1990 vermietet die Einrichtung Wohnungen für das betreute Wohnen. Das Wohnkonzept soll alte Menschen mit Pflegekräften und weiteren Fachkräften so betreuen und zur Bewältigung individueller Probleme unterstützen, dass die größtmögliche Autonomie gewährleistet wird.
Im Herbst 1992 eröffnete das Pflegewohnheim Kurt-Scharf-Haus, das den Namen des evangelischen Bischofs Kurt Scharf erhielt und dessen Grundsteinlegung 1988 noch in der DDR-Zeit erfolgt war. Rund 60 Bewohner finden hier Platz. Im Jahr 2000 kamen Neubauten mit altersgerechten Wohnungen für das selbständige Wohnen hinzu – insgesamt 16 Wohnungen in zwei Häusern auf zwei Etagen verteilt. Die Dienste des Stifts können dabei je nach Wunsch in Anspruch genommen werden. Es stehen 1½-Zimmer-Wohnungen mit 45 m² sowie 2-Zimmer-Wohnungen zur Verfügung, die Kaltmiete liegt bei 4,09 Euro pro m² plus 2,40 Euro pro m² für Nebenkosten (Stand Juni 2005).
Das Stift findet heute besondere Unterstützung durch den Förderkreis des Ev. Stifts Marienfließ e. V., der seit 1992 besteht und inzwischen rund 120 Mitglieder hat. Geschichtlich bemerkenswert ist, dass in diesem Förderkreis beispielsweise mit dem Physiker und ehemaligen Präsidenten der Heidelberger Akademie der Wissenschaften (bis 2003) Gisbert Freiherr zu Putlitz Nachfahren des Gründergeschlechts „Gans zu Putlitz“ vertreten sind, die somit die Verbindung dieses märkischen Uradels zum Stift, das Johann Gans zu Putlitz 1230 gegründet hatte, seit nunmehr bald 800 Jahren fast ununterbrochen aufrechterhalten.
Das Stiftskapitel Marienfließ setzte 2020 eine Priorin und einen Prior (Pfarrer-Ehepaar Almut und Helmut Kautz) zur ehrenamtlichen Leitung einer zu gründenden evangelisch-geistlichen Kommunität mit bis zu 30 Mitgliedern ein.